# Pulaski County, Virginia
Pulaski County är ett administrativt område i delstaten Virginia, USA, med 34 872 invånare. Den administrativa huvudorten (county seat) är Pulaski.

## Geografi
Enligt United States Census Bureau har countyt en total area på 854 km². 831 km² av den arean är land och 23 km² är vatten.

### Angränsande countyn
- Bland County - nordväst
- Giles County - norr
- Montgomery County - nordost
- Floyd County - sydost
- Carroll County - söder
- Wythe County - sydväst, väster

### Orter
- Dublin